# ウェイティング・フォー・ジ・エンド
「ウェイティング・フォー・ジ・エンド」（Waiting for the End）はアメリカ合衆国のロックバンド、リンキン・パークの4枚目のアルバム、「ア・サウザンド・サンズ」に収録された同アルバムのセカンドシングル。
ギターは控えめな曲で、フィナーレにかけて盛り上がる壮大な曲になっている。マイク・シノダのレゲエ風のラップと、チェスター・ベニントンのボーカルの両方を特徴としている。マイクはこの曲をお気に入りの一つとしている。ライヴでも定番曲となった。

## ミュージックビデオ
ジョー・ハーンが監督。デジタルエフェクトが駆使されている。

## チャート
USビルボード42位、全英90位